# Bertha János (táblabíró)
Felsőőri Bertha János (Szombathely, 1757. október 27. – Ják, 1837. április 5.) Vas vármegyei táblabíró, vasi esküdt, földbirtokos.

## Élete
Felsőőri Bertha János törvényszéki bíra, Vas vármegyei hitelező és Árossy Klára gyermekeként született. Egy 1782-es Vas vármegyei összeírás szerint 25 évesen már táblabíró volt Gyöngyösapátiban. Édesapja címerét ő is használta, amit apja 1763. október 12-én kapott Mária Terézia királynő adományakor. 1783. február 23-án Jákon elvette első feleségét, Major Juditot, akitől négy lánya született szintén ezen a településen. Egy 1784-es összeíráskor esküdt volt Jákon. 1800. február 4-én, 43 évesen újabb házasságot kötött, ezúttal Antal Katalinnal Náraiban. 1806-ban és 1810-ben biztosan használta címeres viaszpecsétjét. Az 1834-es nemesi javak összeírásában táblabíróként szerepel Jákon, amit az egy évvel későbbi, 1835-ös nemességigazolásakor is feltüntettek, s ahol földbirtokos is volt.

## Családja
Első feleségétől, Major Judittól négy lánya született: Anna, Regina, Zsófia és Antónia. Második feleségétől, Antal Katalintól szintén született egy lánya, Magdolna.
- Bertha Pál
  - Bertha János
    - Bertha János törvényszéki bíró – Árossy Klára (1730 – Szombathely, 1761)
      - Bertha Klára (Szombathely, 1748 – Rábacsécsény, 1772) – szarvaskendi és óvári Sibrik Antal (Csécsény, 1737 – Csécsény, 1797) győri alispán
        - Sibrik Erzsébet (Csécsény, 1768 – Söjtör, 1803)– kehidai Deák Ferenc (Kehida, 1761 – Kehida, 1808) táblabíró
          - kehidai Deák Ferenc (Söjtör, 1803 – Budapest, 1876) igazságügy–miniszter

      - Bertha János (Szombathely, 1757 – Ják, 1837) táblabíró – Major Judit (1760 – ?)
      - Bertha Mária (Szombathely, 1761 – Nagykölked, 1830) – péchújfalusi Péchy Pál (Péchújfalu, 1756 – ?)